# تيرينس هوارد
ترنس هوارد (بالإنجليزية: Terrence Howard)‏ ممثل أمريكي من مواليد 11 مارس 1969، حاصل على جائزة نقابة ممثلي الشاشة 2005 لأفضل مجموعة عن دورهم في فيلم تصادم.

## روابط خارجية
- تيرينس هوارد على موقع IMDb (الإنجليزية)
- تيرينس هوارد على موقع روتن توميتوز (الإنجليزية)
- تيرينس هوارد على موقع ألو سيني (الفرنسية)
- تيرينس هوارد على موقع ميوزك برينز (الإنجليزية)
- تيرينس هوارد على موقع تيرنر كلاسيك موفيز (الإنجليزية)
- تيرينس هوارد على موقع أول موفي (الإنجليزية)
- تيرينس هوارد على موقع بوكس أوفيس موجو (الإنجليزية)
- تيرينس هوارد على موقع قاعدة بيانات برودواي على الإنترنت (الإنجليزية)
- تيرينس هوارد على موقع قاعدة بيانات الأفلام السويدية (السويدية)
- تيرينس هوارد على موقع إن إن دي بي (الإنجليزية)